# Уилер, Джон Арчибальд
Джон Арчибальд Уилер (англ. John Archibald Wheeler; 9 июля 1911, Джэксонвилл, Флорида, США — 13 апреля 2008, Хайтстаун, Нью-Джерси, США) — американский физик-теоретик, член Национальной академии наук США (1952) и Американского философского общества, иностранный член Лондонского королевского общества.

## Биография
Окончил Университет Джонса Хопкинса (1933). В 1933—1935 годах работал в Копенгагене у Нильса Бора, в 1935—1938 годах в университете Северной Каролины, с 1938 года — в Принстонском университете (с 1947 года — профессор). В 1976 году перешёл в Техасский университет в Остине. Президент Американского физического общества (1966), член Американской академии искусств и наук.
Уилером были придуманы несколько терминов (квантовая пена, замедление нейтронов), включая два, впоследствии широко распространившиеся в науке и научной фантастике — чёрная дыра (англ. black hole) и кротовая нора (англ. wormhole).

## Научная деятельность
Научные работы относятся к ядерной физике, проблеме термоядерного синтеза, специальной (СТО) и общей (ОТО) теории относительности, единой теории поля, теории гравитации, астрофизике.
В 1934 году совместно с Грегори Брейтом разработал теорию процесса рождения электрон-позитронной пары при столкновении двух фотонов (так называемого процесса Брейта — Уилера). Независимо от Вернера Гейзенберга ввёл матрицу рассеяния для описания взаимодействий (1937). Вместе с Нильсом Бором разработал теорию деления атомного ядра, доказал, что редко встречающийся изотоп уран-235 делится под действием тепловых нейтронов (1939). Вместе с Энрико Ферми, Юджином Вигнером и Лео Силардом математически обосновал возможность цепной реакции деления в уране, первый объяснил отрицательное влияние продуктов деления на ход цепной реакции, развил методы управления ядерным реактором (1939). Выдвинул идею об универсальности фермиевского взаимодействия (1948—1949), с Д. Хилом развил коллективную модель ядра (1953), предсказал существование мезоатомов (1947).
Работал в области гравитации и релятивистской астрофизики. Является одним из создателей геометродинамики. Исследования посвящены квантованию гравитации, гравитационному коллапсу, структуре материи чрезвычайно большой плотности и температуры.
Ввел в астрофизику понятие «кротовой норы» (wormhole).
В 1990 году Уилер высказал предположение, что информация является фундаментальной концепцией физики. Согласно его доктрине it from bit, все физические сущности являются информационно-теоретическими в своей основе.

## Награды
- Стипендия Гуггенхайма (1946, 1949)[10]
- Премия памяти Рихтмайера (1954)
- Премия Эйнштейна (1965)
- Премия Энрико Ферми (1968)
- Медаль Франклина (1969)
- Национальная научная медаль США (1970)
- Медаль Нильса Бора (1982)
- Медаль Эрстеда (1983)
- Премия памяти Роберта Оппенгеймера (1984)
- Медаль Альберта Эйнштейна (1988)
- Премия Марселя Гроссмана (1989)
- Медаль Оскара Клейна (1992)
- Медаль Маттеуччи (1993)
- Премия Вольфа (физика, 1996/1997)
- Премия Эйнштейна (APS) (2003)